# Obrenovac
Obrenovac (srpski: Обреновац) je gradsko naselje i središte beogradske istoimene općine u Republici Srbiji. Nalazi se na sjeveru Središnje Srbije i dio je Grada Beograda.
Nalazi se na desnoj obali Save, 20 km uzvodno od Beograda, glavnog grada Srbije. Grad je dobio naziv po knezu Milošu Obrenoviću, srpskom vladaru.
Obrenovac je jedno od glavnih privrednih centara Srbije, prije svega zbog 2 giganta za proizvodnju električne energije, TE Nikola Tesla I i II, koji Srbiju snabdjevaju s više od 60 % električne energije.
Pored toga Obrenovac je turističko mjesto u kome se nalazi banja ljekovite sumporne vode, sportsko-rekreacijski centar, olimpijski bazeni zatvorenog i otvorenog tipa na kojima se često održavaju mnoga natjecanja, što nacionalna što europska i svjetska, zatim izletišna šuma Zabran u kojoj se nalaze uređene plaže (Zabran-betonka s bazenom i Barička ada - pješčana). U taj ambijent se uklapa i srpska etno kuća, restoran nacionalne kuhinje sa smještajem.